# Jan Van Beers (Maler)

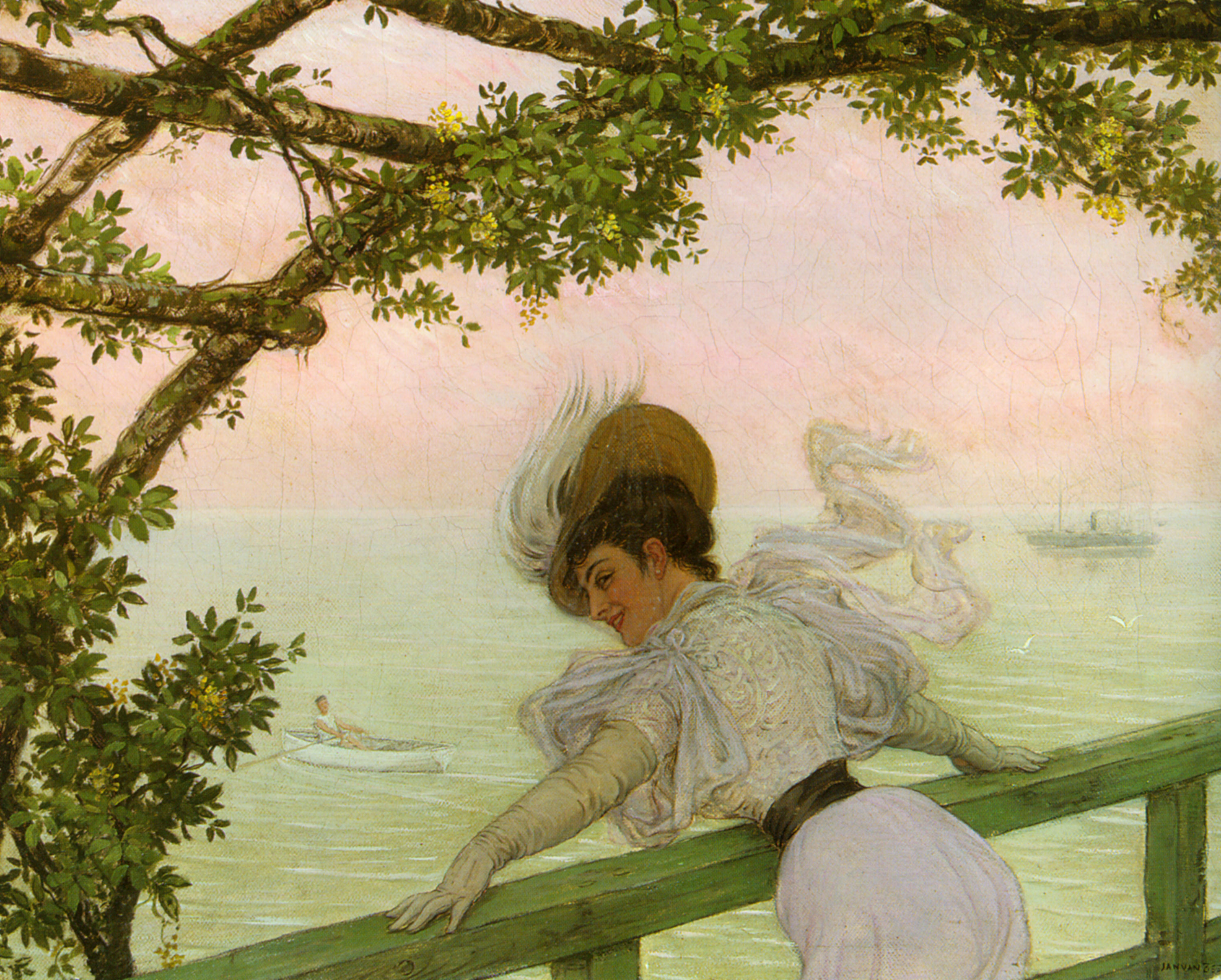
Auf dem Balkon

Jan Van Beers (* 1852 in Lier bei Antwerpen; † 1927 in Fay-aux-Loges, Département Loiret, Frankreich) war ein belgischer Maler. Die Kunstkritiker schätzten die Beherrschung seiner Malkunst hoch ein und verglichen ihn mit den Meistern der altniederländischen Malerei.

## Leben
Jan Van Beers der Jüngere war der Sohn des flämischen Dichters gleichen Namens, Jan Van Beers (1821–1888). Schon in früher Jugend zeigte sich seine künstlerische Begabung. Er studierte an der Akademie der Schönen Künste in Antwerpen und wurde bald Anführer einer Gruppe junger Künstler, die Van Beers clique genannt wurde.
Jan Van Beers kam 1878 nach Paris und begann seine Arbeit im Atelier seines Landsmanns, des belgischen Malers Alfred Stevens (1823–1906). Bald gründete er sein eigenes Atelier und beschäftigte den polnischen Maler Émile Eisman-Semenowsky als seinen Assistenten.
Am Salon von Brüssel, an dem er mit zwei seiner Werke vertreten war, provozierte sein Bild mit dem Titel Le Yacht « La Sirène » einen Skandal. Die beiden Kunstkritikern Solvay und De Mons behaupteten, dass das Bild, das mit einer besonderen Präzision und Detailtreue erstellt wurde, auf der Unterlage einer Fotografie entstanden sei. Van Beers schlug den Kritikern darauf vor, ihnen 10.000 Franken für das Bild Lily und 20.000 Franken für das Bild La Sirène zu bezahlen, falls sich ihre Vorwürfe als wahr erwiesen, und verlangte von ihnen die gleichen Summen für wohltätige Zwecke, falls sich ihre Vorwürfe nicht bestätigen würden. Am 3. September 1881 kratzte ein unbekannter Vandale die Farbe vom Gesicht der Sirene ab, was den Streit zugunsten des Künstlers entschied. 
Die Werke des Künstlers, darunter zahlreiche Darstellungen von Damen der Gesellschaft, gehörten der konservativen, naturalistischen Strömung der Malerei an und erfreuten sich großer Popularität beim bürgerlichen Publikum. Er schuf auch erfolgreich Werbeplakate, wobei er sich bewusst an der Feinmalerei der holländischen Maler des 17. Jahrhunderts orientierte. In Deutschland wurde der Künstler in der Berliner Galerie von Fritz Gurlitt ausgestellt; seine Gemälde galten in der Zeit des Wilhelmismus als „pikant“. Heute werden für seine Ölgemälde auf dem Kunstmarkt bis zu 5.000 US-Dollar bezahlt.